# Avançon, Ardennes
Avançon är en kommun i departementet Ardennes i regionen Grand Est (tidigare regionen Champagne-Ardenne) i nordöstra Frankrike. Kommunen ligger  i kantonen Château-Porcien som ligger i arrondissementet Rethel. År 2022 hade Avançon 346 invånare.

## Befolkningsutveckling
Antalet invånare i kommunen Avançon
Referens: INSEE